# Gagliardi Trophy
Le Gagliardi Trophy a été présenté pour la première fois en 1993 au meilleur joueur de football américain universitaire de la division III (NCAA) par la Jostens Company et le J-Club de la Saint John's University dans le Minnesota. Depuis lors, ce prix est devenu l’un des plus importants prix de football universitaire de la division III, en récompensant l’excellence en athlétisme, en enseignement et en service communautaire. Le prix porte le nom de John Gagliardi, entraîneur principal de football du Carroll College de 1949 à 1952 et de Saint John's dans le Minnesota de 1953 à 2012. Le trophée est remis chaque année par le Rotary Club de Salem à Salem, en Virginie.

## Palmarès
| Année | Joueur                             | Position                           | Université                         | Classe                             |
| ----- | ---------------------------------- | ---------------------------------- | ---------------------------------- | ---------------------------------- |
| 1993  | Jim Ballard                        | Quarterback                        | Mount Union                        | Senior                             |
| 1994  | Carey Bender                       | Running back                       | Coe                                | Senior                             |
| 1995  | Chris Palmer                       | Wide receiver                      | Saint John's (MN)                  | Senior                             |
| 1996  | Lon Erickson                       | Quarterback                        | Illinois Wesleyan                  | Senior                             |
| 1997  | Bill Borchert                      | Quarterback                        | Mount Union                        | Senior                             |
| 1998  | Scott Hvistendahl                  | Wide receiver/Punter               | Augsburg                           | Senior                             |
| 1999  | Danny Ragsdale                     | Quarterback                        | Redlands                           | Senior                             |
| 2000  | Chad Johnson                       | Quarterback                        | Pacific Lutheran                   | Senior                             |
| 2001  | Chuck Moore                        | Running back                       | Mount Union                        | Senior                             |
| 2002  | Dan Pugh                           | Running back                       | Mount Union                        | Senior                             |
| 2003  | Blake Elliott                      | Wide receiver/Punt/Kick returner   | Saint John's (MN)                  | Senior                             |
| 2004  | Rocky Myers                        | Safety                             | Wesley (DE)                        | Senior                             |
| 2005  | Brett Elliott                      | Quarterback                        | Linfield                           | Senior                             |
| 2006  | Josh Brehm                         | Quarterback                        | Alma                               | Senior                             |
| 2007  | Justin Beaver                      | Running back                       | Wisconsin–Whitewater               | Senior                             |
| 2008  | Greg Micheli                       | Quarterback                        | Mount Union                        | Senior                             |
| 2009  | Blaine Westemeyer                  | Offensive tackle                   | Augustana (IL)                     | Senior                             |
| 2010  | Eric Watt                          | Quarterback                        | Trine                              | Senior                             |
| 2011  | Michael Zweifel                    | Wide receiver                      | Dubuque                            | Senior                             |
| 2012  | Scottie Williams                   | Running back                       | Elmhurst (IL)                      | Senior                             |
| 2013  | Kevin Burke                        | Quarterback                        | Mount Union                        | Junior                             |
| 2014  | Kevin Burke                        | Quarterback                        | Mount Union                        | Senior                             |
| 2015  | Joe Callahan                       | Quarterback                        | Wesley (DE)                        | Senior                             |
| 2016  | Carter Hanson                      | Linebacker                         | Saint John's (MN)                  | Senior                             |
| 2017  | Brett Kasper                       | Quarterback                        | Wisconsin–Oshkosh                  | Senior                             |
| 2018  | Jackson Erdmann                    | Quarterback                        | Saint John's (MN)                  | Junior                             |
| 2019  | Broc Rutter                        | Quarterback                        | North Central (IL)                 | Senior                             |
| 2020  | Non décerné (pandémie de Covid-19) | Non décerné (pandémie de Covid-19) | Non décerné (pandémie de Covid-19) | Non décerné (pandémie de Covid-19) |
| 2021  | Blaine Hawkins                     | Quarterback                        | Central (IA)                       | Senior                             |
| 2022  | Ethan Greenfield                   | Running back                       | North Central (IL)                 | Senior                             |
| 2023  | Luke Lehnen (en)                   | Quarterback                        | North Central (IL)                 | Junior                             |
| 2024  | Luke Lehnen (en) (2)               | Quarterback                        | North Central (IL)                 | Senior                             |

### Statistiques par université
| Université           | Nombre |
| -------------------- | ------ |
| Mount Union          | 7      |
| North Central (IL)   | 4      |
| Saint John's (MN)    | 4      |
| Wesley (DE)          | 2      |
| Alma                 | 1      |
| Augsburg             | 1      |
| Augustana (IL)       | 1      |
| Central (IA)         | 1      |
| Coe                  | 1      |
| Dubuque              | 1      |
| Elmhurst             | 1      |
| Illinois Wesleyan    | 1      |
| Linfield             | 1      |
| Pacific Lutheran     | 1      |
| Redlands             | 1      |
| Trine                | 1      |
| Wisconsin Oshkosh    | 1      |
| Wisconsin–Whitewater | 1      |